# William Dzus
William Dzus (nar. Volodymyr Džus, ukrajinsky: Володимир Джус, 5. ledna 1895, Černihivci – 19. června 1964 New York) byl americký inženýr z Východního Haliče a vynálezce uzávěru Dzus, také známého jako čtvrtotáčkový uzávěr. Byl také jedním ze zakladatelů Ukrajinského institutu Ameriky, kulturní nadace, pro kterou koupil jako její sídlo dům Harryho F. Sinclaira.

## Život
Dzus se narodil v roce 1895 na Ukrajině do rodiny bohatých ukrajinských farmářů ve vesnici Černihivci v Rakousko-Uhersku. Ještě jako dospívající se přestěhoval ze své rodné země do New Yorku, kde se rychle etabloval jako inovativní myslitel, vyvinul první formu rychlozávěru a v roce 1934 založil společnost Dzus Fastener Company. Závěr byl původně navržen tak, aby pasoval do letadel, ale následně byl použit v těžkých strojích, automobilech a registračních značkách.
V roce 1948 založil Ukrajinský institut Ameriky, charitativní a kulturní organizaci, jejímž byl také řadu let prezidentem. Budova, ve které institut sídlí, byla koupena v roce 1955. Kromě toho byl také členem Amerického institutu pro letectví a kosmonautiku, Společnosti automobilových inženýrů a Národní asociace výrobců.

## Smrt
William Dzus zemřel ve věku 69 let na mrtvici a další zdravotní komplikace v nemocnici Good Samaritan Hospital 19. června 1964. Na jeho památku se v ukrajinském katolickém kostele Svaté rodiny konala zádušní mše.